# Learning to Fly (Tom Petty and the Heartbreakers)
Learning to Fly è un singolo del gruppo musicale statunitense Tom Petty and the Heartbreakers, pubblicato il 17 giugno 1991 come primo estratto dall'ottavo album in studio Into the Great Wide Open.

## Video musicale
Il video musicale del brano, diretto da Julien Temple, è interamente girato in bianco e nero. In esso si vedono i membri del gruppo suonare in un cimitero di aeroplani, alternati a vari episodi di vita che hanno per protagonisti dei ragazzi. Nel video appare, in un fotogramma a colori, anche la scena dell'assassinio di Robert Francis Kennedy.

## Tracce
Vinile 7" Usa
1. Learning to Fly – 4:02 (Petty, Lynne)
2. Too Good To Be True – 3:59 (Petty)

CD maxi singolo UK
1. Learning to Fly – 4:02 (Petty, Lynne)
2. Breakdown – 2:40
3. American Girl – 3:29

## Formazione
- Tom Petty – voce, chitarra
- Mike Campbell – chitarra, slide guitar
- Howie Epstein – basso, cori
- Stan Lynch – batteria, percussioni
- Jeff Lynne – chitarra, pianoforte, sintetizzatore, cori

## Classifiche
Il brano si è attestato al 28º posto nella classifica Billboard Hot 100 negli Stati Uniti nel 1991 e divenne il singolo di maggior successo nella classifica Billboard Album Rock Tracks detenendo la posizione massima per sei settimane.
| Classifiche (1991)              | Posizione massima |
| ------------------------------- | ----------------- |
| Australia (ARIA)                | 44                |
| Nuova Zelanda (RIANZ)           | 28                |
| Svezia                          | 35                |
| Regno Unito                     | 46                |
| Stati Uniti (Billboard Hot 100) | 28                |
| Stati Uniti (Album Rock Tracks) | 1                 |

## Colonna sonora
La canzone compare nel film  Elizabethtown e nel relativo album della colonna sonora.